# Amorphophallus croatii
Amorphophallus croatii är en kallaväxtart som beskrevs av Wilbert Leonard Anna Hetterscheid och A.Galloway. Amorphophallus croatii ingår i släktet Amorphophallus och familjen kallaväxter. Inga underarter finns listade.